# 완주군·진안군·무주군
완주군·진안군·무주군은 대한민국의 국회의원 선거구이다. 전북특별자치도 완주군, 진안군, 무주군을 관할한다. 현 지역구 국회의원은 더불어민주당의 안호영이다.

## 역사
제22대 국회의원 선거를 앞두고 이루어진 선거구 개편에서 기존의 완주군·진안군·무주군·장수군 장수군이 남원시·임실군·순창군 선거구에 편입됨에 따라 남은 완주군, 진안군, 무주군이 하나의 선거구를 이루게 되면서 신설되었다.

## 관할 구역
| 대수  | 관할 구역                           |
| ----- | ----------------------------------- |
| 22대~ | 완주군 일원 진안군 일원 무주군 일원 |

## 역대 국회의원
| 선거   | 정당 | 정당         | 의원   |
| ------ | ---- | ------------ | ------ |
| 2024년 |      | 더불어민주당 | 안호영 |

## 역대 선거 결과

### 대한민국 제22대 국회의원 선거
|  | 84.23% |

|  | 15.76% |

## 같이 보기
- 완주군의 국회의원
- 진안군의 국회의원
- 무주군의 국회의원